# Chalco de Díaz Covarrubias
Chalco de Díaz Covarrubias – miasto w środkowym Meksyku, w stanie Meksyk. Liczy 191 700 mieszkańców (1 lipca 2014 roku).